# Радио ВОС
Радио Всероссийского общества слепых (ВОС) — российская социальная интернет-радиостанция. Официальное средство массовой информации ВОС освещает все аспекты жизни, деятельности и социальной адаптации инвалидов по зрению. В эфире звучат информационные выпуски, передачи, рассказывающие о достижениях медицины и техники, интервью, в которых идет речь о жизни незрячих и слабовидящих людей (совершенно разного возраста), а также детские передачи, радиоочерки, концерты и аудиокниги и п.

Цели проекта: информирование людей с ограниченными возможностями здоровья о последних событиях в социальной сфере жизни общества; организация площадки для общения людей с инвалидностью, представителей власти и общественных организаций, оказание инвалидам по зрению правовой, юридической и психологической поддержки; вовлечение инвалидов по зрению в сферу деятельности ВОС; распространение высоких культурных ценностей и способствование всестороннему развитию и образованию людей с ограниченными возможностями здоровья.
Радио ВОС в цифрах: 6 штатных сотрудников, 25 циклов передач, 24 часа вещания (4 повтора по 6 часов), 1500 слушателей каждый месяц из 60 городов России, Германии, США, Литвы, Латвии, Казахстана, Великобритании (согласно статистике посещаемости официального сайта радиостанции). Из них 55 % женщины и 45 % мужчины. Потенциальная аудитория слушателей — около 300 тысяч.
«Мы верим, что некоммерческое радио, которое создано для благих целей, может стать востребованным. Конечно, число наших слушателей невелико, но мы прикладываем все усилия для того, чтобы их становилось больше. На радио есть как специализированные программы, направленные на инвалидов по зрению, так и просветительские, которые будут интересны любому человеку, желающему почерпнуть что-то новое», — говорит один из сотрудников радио ВОС.

## История
2011 год

Первый эфир «Радио ВОС» состоялся 1 февраля 2011 года. Штат сотрудников состоял из четырёх человек. Радио вещало с 12:00 до 18:00.

С марта «Радио ВОС» стало звучать круглосуточно. Оригинальный контент составлял шесть часов в сутки, с тремя повторами. Штат вырос до шести человек. Были запущены циклы программ «Наши люди», «Доступная среда», «Спортивный дневник с Марией Ильинской»…

В апреле 2011 года появились программы «Великие слепые», «Старые знакомые», «История в историях», «Бытовой вопрос», «Hi-tech лаборатория», «Детское время».

В июне в эфире зазвучали «Актуальный репортаж», «Часть музыки» и «Музыка кино». Резко вырос объём аудитории. Редакция Радио ВОС начала активно заниматься социальным маркетингом и создала группы/странички во всех популярных социальных сетях России и мира, а также зарегистрировала аккаунты в известных коммуникационных интернет-ресурсах.

В июле Радио ВОС начало сотрудничество с компанией Forward Media Group. Журнал «Story» предоставил редакции возможность использовать опубликованные материалы при создании программ «Великие слепые» и «Старые знакомые». В августе-сентябре 2011 года вышли первые программы, посвященные Лайзе Миннелли, Элвису Пресли и Луи Армстронгу.

В сентябре начались рабочие поездки корреспондентов Радио ВОС по стране. В начале осени 2011 года редактор радио ВОС совершил двухдневный визит в Курскую областную организацию ВОС и Курский музыкальный колледж-интернат слепых, результатом которого стали новые выпуски программ «Мои университеты» (о возможности получения среднего профессионального музыкального образования) и «Актуальный репортаж» (о возможности прохождения реабилитации инвалидов по зрению, а также о трудоустройстве их на предприятие ООО «Магнит»)

В сентябре на Радио ВОС состоялся первый прямой эфир — включение с «Осеннего кафе». Затем в прямом эфире прошли показ фильма с тифлокомментарием «Пестрые сумерки», III Молодёжная онлайн-конференция и Всероссийская научно-практическая конференция «IT-технологии как средство реабилитации незрячих людей: состояние, проблемы и перспективы».

В октябре Издательско-полиграфический тифлоинформационный комплекс «Логосвос» предоставил возможность Радио ВОС вещать круглосуточно в выходные и ночью в будни в эфире радио «Логос», тем самым увеличив московскую аудиторию Радио ВОС на сотни человек. 

В ноябре в прямом эфире на Радио ВОС транслировался XXI Съезд ВОС. Были запущены циклы программ «Ликбез» и «Шалтай-Болтай». Количество штатных сотрудников осталось тем же. Многие внештатные авторы из-за нестабильного финансирования были вынуждены отказаться от сотрудничества с редакцией.
2012 год

Первого февраля 2012 года «Радио ВОС» отметило первый день рождения. Состоялся шестичасовой прямой эфир, в течение которого сотрудники рассказывали о том, как открывалось радио, с какими трудностями им пришлось столкнуться и поведали аудитории о планах на ближайший год.

В феврале «Радио ВОС» совместно с редакцией проекта «Теории и практики» запустили учебный цикл программ, в основу которого легли лекции молодых ученых, успешных бизнесменов, медиаперсон и журналистов.

В апреле «Радио ВОС» запустило новую музыкальную программу «Привет из Белоруссии!». Ведущие — Настя Харук и Паша Руденя (незрячий диджей, основатель «Местного радио» в Минске, ведущий популярной белорусской интернет-радиостанции «Аплюс», лауреат Премии Попова.
В мае «Радио ВОС» стало победителем III Фестиваля социальных интернет-ресурсов «Мир равных возможностей» в номинации «Один мир, одна мечта».
2013 год

16 января 2013 года «Радио ВОС» запустило в прямом эфире цикл программ «Тифлочас», посвящённый тифлотехнике. Автор и ведущий — Олег Шевкун.
В мае впервые был организован дополнительный поток для специальной трансляции мероприятий Всероссийского Молодёжного музыкально-патриотического фестиваля «Дань Победе».
В течение года появились новые программы:
- «Кухня Радио ВОС» — еженедельный неформальный разговор со слушателями в прямом эфире;
- «Клуб здорового образа жизни» — цикл передач о физической культуре и популярном спорте;
- «Предметный разговор» — авторская программа Ирины Зарубиной, посвящённая различным аспектам реабилитации незрячих и слабовидящих людей;
- «Танцы об архитектуре» — программа о музыке и музыкантах;
- «Звучащая вселенная» — встречи с незрячими музыкантами.

20 сентября состоялось открытие новой эфирной студии «Радио ВОС», что существенно улучшило технические и организационные возможности станции.
2013 год был отмечен ростом числа и возрастанием качества прямых трансляций. Так, 7 октября «Радио ВОС» вело прямую трансляцию заключительного концерта фестиваля «Белая трость» из концертного зала гостиницы «Космос» в Москве.
В конце 2013 г. число штатных сотрудников составляло 9 человек.
2014 год

«Радио ВОС» перешло на восьмичасовую сетку вещания с тремя повторами в течение суток.
В марте 2014 года «Радио ВОС» подробно освещало XI Зимние паралимпийские игры, и прежде всего участие незрячих и слабовидящих спортсменов. Сотрудники станции вели ежедневные программы в прямом эфире — в том числе и прямые репортажи из Сочи.
Продолжают появляться новые циклы передач.
- «Специальный корреспондент» — журналистский взгляд на события и явления;
- «Блокадный дневник» — специальный цикл программ, приуроченный к 70-летию снятия блокады Ленинграда;
- «Кино без преград» — программа о тифлокомментировании кинофильмов.

## Программы
- Актуальный репортаж

Корреспонденты «Радио ВОС» на месте событий.
- Аудиокнига

Трансляция аудиокниг.
- Аудитория

Обучающая программа для начинающих незрячих пользователей компьютера.
- Беседка

Интервью с интересными людьми.
- Бытовой вопрос

Передача о бытовых проблемах, с которыми сталкиваются инвалиды по зрению, и о способах их решения.
- Доступная среда

Программа о том, какие трудности испытывают слепые во время передвижения по городу: о транспорте, магазинах, оборудовании, специальных приспособлениях и о том, как сделать жизнь слепых более комфортной.
- Звучащая вселенная

Передача о незрячих музыкантах и их творчестве.
- Зона особой музыки

Музыкально-информационная программа о мире шоу-бизнеса и рока.
- Из регионов

Репортажи региональных корреспондентов «Радио ВОС».
- Кухня «Радио ВОС»

Прямоэфирный разговор сотрудников «Радио ВОС» со слушателями на разные темы и обсуждение новостей станции.
- Между нами девочками

Прямоэфирная передача, освещающая женские вопросы.
- Мои университеты

Программа о вариантах получения высшего и среднего специального образования для людей с ограниченными возможностями здоровья.
- Молодёжный экспресс

Прямоэфирная программа отдела по работе с молодёжью.
- Навигатор

Прямоэфирная программа о жизни незрячих в разных странах мира.
- Наши люди

Интервью с людьми, чья профессиональная деятельность связана с ВОС.
- Новости

Обзор основных событий политической, экономической, общественной, культурной и спортивной жизни Всероссийского общества слепых, а также новости, касающиеся людей с ограниченными возможностями здоровья.
- От корки до корки

Программа о работе специальных библиотек для слепых и слабовидящих.
- Предметный разговор

Программа о людях с инвалидностью и их пути в жизни.
- Профи-шоу

Прямоэфирная программа в виде интервью с инвалидами по зрению, работающих по тем или иным специальностям.
- Скажите, пожалуйста…

Дискуссия в прямом эфире по острым вопросам, затрагивающим место инвалидов в обществе.
- Спортивный дневник с Марией Ильинской

События в паралимпийском спорте России и мира: новости, факты, открытия, победы, герои.
- Студсовет

Прямоэфирная программа, посвящённая студенческой жизни в разрезе инвалидов по зрению.
- Театральный абонемент

Трансляция радио спектаклей.
- Тифлочас

Прямоэфирная программа о технологиях для инвалидов по зрению.
- Тряхнём стариной

Музыкально-информационная программа про эстраду 60-х и 70-х годов.
- Ходоки

Прямоэфирная программа о региональных отделениях ВОС.
- Шалтай-Болтай

Программа для родителей детей-инвалидов.

## Основные лица
- Иван Онищенко — Главный редактор
- Елена Колосенцева — Заместитель главного редактора по региональному развитию, автор и ведущая программ
- Игорь Роговских — Программный директор, автор и ведущий программ
- Наталья Лескина — Редактор отдела новостей, диктор, автор и ведущая программ
- Денис Золотов — Диктор, автор и ведущий программ
- Татьяна Крукк — Автор и ведущая программ
- Ирина Зарубина — Автор и ведущая программ
- Илья Тураев — Звукорежиссёр
- Олеся Синяк — Звукорежиссёр
- Дарья Ефремова — Звукорежиссёр
- Иван Черенёв — Звукорежиссёр
- Софи Бланш — Контент-редактор
- Мария Ильинская — Диктор, автор и ведущая программ
- Анатолий Попко — Ведущий программ